# Montaigut-sur-Save
Montaigut-sur-Save är en kommun i departementet Haute-Garonne i regionen Occitanien i södra Frankrike. Kommunen ligger i kantonen Grenade som tillhör arrondissementet Toulouse. År 2022 hade Montaigut-sur-Save 1 946 invånare.

## Befolkningsutveckling
Antalet invånare i kommunen Montaigut-sur-Save
Referens:INSEE